# Polanka (obwód żytomierski)
Polanka (ukr. Полянка) – osiedle typu miejskiego na Ukrainie w rejonie baranowskim obwodu żytomierskiego.